# Le occasioni dell'amore (film)
Le occasioni dell'amore (Hors-saison, pron. AFI: [ɔʁ sɛ.zɔ̃], lett. "fuori stagione") è un film del 2023 diretto da Stéphane Brizé, con protagonisti Guillaume Canet e Alba Rohrwacher.

## Trama
Mathieu è un famoso attore parigino di mezz'età, mentre Alice è un'insegnante di pianoforte di dieci anni più giovane che vive in una piccola località di mare bretone. I due, che non si vedono da quando si sono lasciati 15 anni prima e che nel frattempo si sono rifatti una vita, si ritrovano quando Mathieu, in un momento di crisi professionale ed esistenziale, visita improvvisamente lo stabilimento termale del posto fuori stagione.

## Produzione
Le riprese si sono svolte nel dipartimento di Morbihan, in Bretagna: nella penisola di Quiberon, tra cui a Portivy e Pointe du Percho (Saint-Pierre-Quiberon), e nella penisola di Rhuys.

## Distribuzione
Il film è stato presentato in anteprima l'8 settembre 2023 alla 80ª Mostra internazionale d'arte cinematografica di Venezia.
È uscito nelle sale francesi il 20 marzo 2024 e in quelle italiane il 19 dicembre 2024.

## Riconoscimenti
- 2023 - Mostra internazionale d'arte cinematografica
  - In concorso per il Leone d'oro